# Seznam dílů seriálu Mladý Indiana Jones
Toto je seznam dílů seriálu Mladý Indiana Jones. 

## Přehled řad
| Řada | Díly | Premiéra v USA | Premiéra v USA    | Premiéra v ČR   | Premiéra v ČR   |
| Řada | Díly | První díl      | Poslední díl      | První díl       | Poslední díl    |
| ---- | ---- | -------------- | ----------------- | --------------- | --------------- |
| 1    | 6    | 4. března 1992 | 8. dubna 1992     | 10. dubna 1998  | 9. srpna 1998   |
| 2    | 22   | 21. září 1992  | 24. července 1993 | 22. května 1998 | 24. října 1998  |
| 3    | 4    | 15. října 1994 | 16. června 1996   | 17. dubna 1998  | 29. května 1998 |

## Díly

### První řada (1992)
| Č. v seriálu | Č. v řadě | Původní název                                   | Český název                            | Režie                      | Scénář                                           | Premiéra v USA  | Premiéra v ČR     |
| ------------ | --------- | ----------------------------------------------- | -------------------------------------- | -------------------------- | ------------------------------------------------ | --------------- | ----------------- |
| 1            | 1         | Young Indiana Jones and the Curse of the Jackal | Šakalova kletba                        | Jim O'Brien a Carl Schultz | námět: George Lucas scénář: Jonathan Hales       | 4. března 1992  | 10. dubna 1998    |
| 2            | 2         | London, May 1916                                | Londýn, květen 1916                    | Carl Schultz               | námět: George Lucas scénář: Rosemary Anne Sisson | 11. března 1992 | 5. června 1998    |
| 3            | 3         | British East Africa, September 1909             | Britská východní Afrika, září 1909     | Carl Schultz               | námět: George Lucas scénář: Matthew Jacobs       | 18. března 1992 | 12. června 1998   |
| 4            | 4         | Verdun, September 1916                          | Verdun, září 1916                      | Rene Manzor                | námět: George Lucas scénář: Jonathan Hensleigh   | 25. března 1992 | 12. července 1998 |
| 5            | 5         | German East Africa, December 1916               | Německá východní Afrika, prosinec 1916 | Simon Wincer               | námět: George Lucas scénář: Frank Darabont       | 1. dubna 1992   | 2. srpna 1998     |
| 6            | 6         | Congo, January 1917                             | Kongo, leden 1917                      | Simon Wincer               | námět: George Lucas scénář: Frank Darabont       | 8. dubna 1992   | 9. srpna 1998     |

### Druhá řada (1992–1993)
| Č. v seriálu | Č. v řadě | Původní název                                     | Český název                                                                                     | Režie             | Scénář                                           | Premiéra v USA    | Premiéra v ČR                |
| ------------ | --------- | ------------------------------------------------- | ----------------------------------------------------------------------------------------------- | ----------------- | ------------------------------------------------ | ----------------- | ---------------------------- |
| 7            | 1         | Austria, March 1917                               | Rakousko, březen 1917                                                                           | Vic Armstrong     | námět: George Lucas scénář: Frank Darabont       | 21. září 1992     | 5. září 1998                 |
| 8            | 2         | Somme, Early August 1916                          | Říčka Somme, srpen 1916                                                                         | Simon Wincer      | námět: George Lucas scénář: Jonathan Hensleigh   | 28. září 1992     | 19. června 1998              |
| 9            | 3         | Germany, Mid-August 1916                          | Německo, polovina srpna 1916                                                                    | Simon Wincer      | námět: George Lucas scénář: Jonathan Hensleigh   | 5. října 1992     | 26. června 1998              |
| 10           | 4         | Barcelona, May 1917                               | Barcelona, květen 1917                                                                          | Terry Jones       | námět: George Lucas scénář: Gavin Scott          | 12. října 1992    | 23. srpna 1998               |
| 11           | 5         | Young Indiana Jones and the Mystery of the Blues  | Mladý Indiana Jones a tajemství blues                                                           | Carl Schultz      | Jule Selbo                                       | 13. března 1993   | 22. května 1998              |
| 12           | 6         | Princeton, February 1916                          | Princeton, únor 1916                                                                            | Joe Johnston      | Matthew Jacobs                                   | 20. března 1993   | 12. září 1998                |
| 13           | 7         | Petrograd, July 1917                              | Petrohrad, červenec 1917                                                                        | Simon Wincer      | námět: George Lucas scénář: Gavin Scott          | 27. března 1993   | 26. září 1998                |
| 14           | 8         | Young Indiana Jones and the Scandal of 1920       | New York, červen 1920New York, červenec 1920                                                    | Syd Macartney     | Jonathan Hales                                   | 3. dubna 1993     | 17. října 199818. října 1998 |
| 15           | 9         | Vienna, November 1908                             | Vídeň, listopad 1908                                                                            | Bille August      | námět: George Lucas scénář: Matthew Jacobs       | 10. dubna 1993    | 19. července 1998            |
| 16           | 10        | Northern Italy, June 1918                         | Severní Itálie, červen 1918                                                                     | Bille August      | Jonathan Hales                                   | 17. dubna 1993    | 4. října 1998                |
| 17           | 11        | Young Indiana Jones and the Phantom Train of Doom | Mladý Indiana Jones a strašidelný vlak záhuby IMladý Indiana Jones a strašidelný vlak záhuby II | Peter MacDonald   | Frank Darabont                                   | 5. června 1993    | 19. září 199820. září 1998   |
| 18           | 12        | Ireland, April 1916                               | Irsko, duben 1916                                                                               | Gillies MacKinnon | Jonathan Hales                                   | 12. června 1993   | 13. září 1998                |
| 19           | 13        | Paris, September 1908                             | Paříž, září 1908                                                                                | René Manzor       | námět: George Lucas scénář: Reg Gadney           | 19. června 1993   | 5. července 1998             |
| 20           | 14        | Peking, March 1910                                | Peking, březen 1910                                                                             | Gavin Millar      | námět: George Lucas scénář: Rosemary Anne Sisson | 26. června 1993   | 30. srpna 1998               |
| 21           | 15        | Benares, January 1910                             | Benaris, leden 1910                                                                             | Deepa Mehta       | námět: George Lucas scénář: Jonathan Hensleigh   | 3. července 1993  | 16. srpna 1998               |
| 22           | 16        | Paris, October 1916                               | Paříž, říjen 1916                                                                               | Nicolas Roeg      | námět: George Lucas scénář: Carrie Fisher        | 10. července 1993 | 26. července 1998            |
| 23           | 17        | Istanbul, September 1918                          | Istanbul, září 1918                                                                             | Mike Newell       | Rosemary Anne Sisson                             | 17. července 1993 | 10. října 1998               |
| 24           | 18        | Paris, May 1919                                   | Paříž, květen 1919                                                                              | David Hare        | Jonathan Hales                                   | 24. července 1993 | 11. října 1998               |
| 25           | 19        | Florence, May 1908                                | Florencie, květen 1908                                                                          | Mike Newell       | Jule Selbo                                       | nebylo vysíláno   | 24. října 1998               |
| 26           | 20        | Prague, August 1917                               | Praha, srpen 1917                                                                               | Robert Young      | Gavin Scott                                      | nebylo vysíláno   | 6. září 1998                 |
| 27           | 21        | Palestine, October 1917                           | Palestina, říjen 1917                                                                           | Simon Wincer      | Frank Darabont                                   | nebylo vysíláno   | 27. září 1998                |
| 28           | 22        | Transylvania, January 1918                        | Transylvánie, leden 1918                                                                        | Dick Maas         | Jonathan Hensleigh                               | nebylo vysíláno   | 3. října 1998                |

### TV filmy (1994–1996)
| Č. v seriálu | Původní název                                             | Český název           | Režie                         | Scénář                                           | Premiéra v USA  | Premiéra v ČR   |
| ------------ | --------------------------------------------------------- | --------------------- | ----------------------------- | ------------------------------------------------ | --------------- | --------------- |
| 29           | Young Indiana Jones and the Hollywood Follies             | Hollywoodské historky | Michael Schultz               | Jonathan Hales a Matthew Jacobs                  | 15. října 1994  | 29. května 1998 |
| 30           | Young Indiana Jones and the Treasure of the Peacock's Eye | Honba za Pavím okem   | Carl Schultz                  | Jule Selbo                                       | 15. ledna 1995  | 24. dubna 1998  |
| 31           | Young Indiana Jones and the Attack of the Hawkmen         | Jestřáb útočí         | Ben Burtt                     | Matthew Jacobs, Rosemary Anne Sisson a Ben Burtt | 8. října 1995   | 17. dubna 1998  |
| 32           | Young Indiana Jones: Travels with Father                  | Cestování s otcem     | Michael Schultz a Deepa Mehta | Frank Darabont, Matthew Jacobs a Jonathan Hales  | 16. června 1996 | 8. května 1998  |

## Filmové sestřihy
| Č. v seriálu | Původní název                       | Český název                        | Premiéra v ČR      | Orientační porovnání s původní verzí (nové segmenty tučně) |
| ------------ | ----------------------------------- | ---------------------------------- | ------------------ | ---------------------------------------------------------- |
| 1            | My First Adventure                  | První dobrodružství                | 7. července 2002   | 1 (první polovina dvojdílu) + Tangiers, May 1908           |
| 2            | Passion for Life                    | Žízeň po životě                    | 14. července 2002  | 3 + 19                                                     |
| 3            | The Perils of Cupid                 | Amorovy nástrahy                   | 21. července 2002  | 15 + 25                                                    |
| 4            | Travels with Father                 | Putování s otcem                   | 28. července 2002  | 32 (dvojdíl)                                               |
| 5            | Journey of Radiance                 | Cesta za světlem                   | 4. srpna 2002      | 21 + 20                                                    |
| 6            | Spring Break Adventure              | Prázdninové dobrodružství          | 11. srpna 2002     | 12 + 1 (druhá polovina dvojdílu)                           |
| 7            | Love's Sweet Song                   | Píseň lásky                        | 18. srpna 2002     | 18 + 2                                                     |
| 8            | Trenches of Hell                    | Peklo v zákopech                   | 25. srpna 2002     | 8 + 9                                                      |
| 9            | Demons of Deception                 | Démoni mámení                      | 1. září 2002       | 4 + 22                                                     |
| 10           | Phantom Train of Doom               | Přízračný vlak                     | 8. září 2002       | 17 (dvojdíl)                                               |
| 11           | Oganga, the Giver and Taker of Life | Oganga, vládce nad životem a smrtí | 15. září 2002      | 5 + 6                                                      |
| 12           | Attack of the Hawkmen               | Útok jestřábů                      | 22. září 2002      | 31 (dvojdíl)                                               |
| 13           | Adventures in the Secret Service    | Dobrodružství v tajné službě       | 29. září 2002      | 7 + 13                                                     |
| 14           | Espionage Escapades                 | Těžký život špiona                 | 6. října 2002      | 10 + 26                                                    |
| 15           | Daredevils of the Desert            | Pouštní anabáze                    | 13. října 2002     | 27 (rozšířeno)                                             |
| 16           | Tales of Innocence                  | Příběhy nevinnosti                 | 20. října 2002     | 16 + Morocco, November 1917                                |
| 17           | Masks of Evil                       | Masky zla                          | 6. září 2014       | 23 + 28                                                    |
| 18           | Treasure of the Peacock's Eye       | Tajemství pavího oka               | 27. října 2002     | 30 (dvojdíl)                                               |
| 19           | Winds of Change                     | Nový vítr                          | 3. listopadu 2002  | 24 + Princeton, May 1919                                   |
| 20           | Mystery of the Blues                | Tajemství blues                    | 10. listopadu 2002 | 11 (dvojdíl)                                               |
| 21           | Scandal of 1920                     | Skandál na Broadwayi               | 17. listopadu 2002 | 14 (dvojdíl)                                               |
| 22           | Hollywood Follies                   | Hollywoodské třeštění              | 24. listopadu 2002 | 29 (dvojdíl)                                               |